# 迪凱特 (內布拉斯加州)
迪凱特（英語：Decatur）是位於美國內布拉斯加州伯特縣的村。

## 人口
根據2020年美國人口普查的數據，迪凱特的面積為2.65平方千米，皆為陸地。當地共有人口410人，而人口密度為每平方千米155人。